# Günther Wagner (Chemiker)
Günther Wagner (* 27. Oktober 1925 in Grünhainichen, Erzgebirge; † 29. Mai 1999 in Leipzig) war ein deutscher Pharmazeut und Professor für Pharmazeutische Chemie an der Universität Leipzig.
Wagner studierte ab 1948 Pharmazie an der Universität Greifswald mit der Promotion 1952 und der Habilitation 1955. Ab 1959 war er Professor und Direktor des Instituts für Pharmazeutische Chemie in Leipzig, ab 1964 als ordentlicher Professor. 1991 wurde er emeritiert.
Wagner war einer der profiliertesten Vertreter der Pharmazeutischen Chemie in der DDR. Er schrieb darüber zwei Lehrbücher mit seinem Mitarbeiter Hans Kühmstedt (Professor in Greifswald), befasste sich mit analytischer pharmazeutischer Chemie und mit Synthese von Glykosiden und Heterocyclen. Er forschte über isomere Umwandlungen von Glykosiden und entwickelte Serin-Protease-Hemmer in Form von Amidinen.

## Schriften
- mit Hans Kühmstedt: Pharmazeutische Chemie (= WTB Taschenbücher). Akademie Verlag 1963; 5. Auflage 1985.
- Lehrbuch der Pharmazeutischen Chemie. Verlag Volk und Gesundheit 1966; 4. Auflage 1986 (Mitarbeit von Hans Kühmstedt und ab der 3. Auflage von Helmut Pischel).